# Петр (Зобов)
Епи́скоп Пе́тр (в миру Дми́трий Валенти́нович Зо́бов; род. 26 июня 1973, Воскресенск, Московская область, РСФСР) — архиерей Русской православной церкви, епископ Кудымкарский и Верещагинский.

## Биография
Крещён во младенчестве. В 1980—1988 годы обучался в средней школе № 17 города Воскресенска; в 1988—1992 годы — в Воскресенском химико-механическом техникуме. В 1992—1995 годы обучался в Российском химико-технологическом университете имени Д. И. Менделеева.
В 1995—1996 годы — алтарничал в храме Воздвижения Креста Господня посёлка Палех Ивановской области. В 1996 году — библиотекарь, почтальон, экскурсовод Николо-Шартомского мужского монастыря.
18 августа 1996 году в соборе Преображения Господня города Иваново архиепископом Ивановским и Кинешемским Амвросием (Щуровым) рукоположён в сан диакона. 19 августа 1996 года в Преображенском соборе города Иваново архиепископом Ивановским Амвросием (Щуровым) рукоположён в сан пресвитера. 29 ноября 1996 годы в Николо-Шартомском монастыре архиепископом Ивановским Амвросием (Щуровым) пострижен в мантию с именем Петр в честь святителя Петра, митрополита Киевского. Стал клириком Николо-Шартомского монастыря.
В 1996—1998 годы — клирик собора Воскресения Господня города Шуя Ивановской области, и. о. директора Православной начальной школы при Воскресенском соборе. В 1998—1999 годы — келарь Николо-Шартомского монастыря.
В 1999—2000 годы — благочинный, келарь, клирик подворье Николо-Шартомского монастыря в храме Рождества Христова города Юрьевец Ивановской области. В 2000 году — клирик подворья Николо-Шартомского монастыря в храме иконы Божией Матери «Всех скорбящих Радость» города Иваново. С 2000 года — настоятель подворья Николо-Шартомского монастыря в храме Покрова Божией Матери города Шуя.
В 1999—2003 годы обучался в Коломенской духовной семинарии.
В 2002—2016 годы — обозреватель православной тематики газеты «Шуйские известия».
В 2006 году возведен в сан игумена.
В 2006—2018 годы — преподаватель Свято-Алексеевской Иваново-Вознесенской духовной семинарии.
С 2012 годы — член дисциплинарной комиссии Шуйской епархии. В 2017—2020 годы — председатель епархиального суда. С 2018 годы — преподаватель центра подготовки церковных специалистов Шуйской епархии.
12 марта 2024 года решением Священного Синода РПЦ епископом Кудымкарским и Верещагинским.
20 марта 2024 годы в Воскресенском кафедральном соборе города Шуи епископом Шуйским и Тейковским Иоанном возведён в сан архимандрита.
23 марта 2024 года в Тронном зале Храма Христа Спасителя года Москвы наречён во епископа Кудымкарского и Верещагинского.
14 апреля 2024 года в новоосвящённом храма Казанской иконы Божией Матери в Лосиноостровской города Москвы хиротонисан во епископа Кудымкарского и Верещагинского. Хиротонию совершили: патриарх Московский и всея Руси Кирилл, митрополит Воскресенский Григорий (Петров), митрополит Пермский и Кунгурский Мефодий (Немцов), митрополит Астраханский и Камызякский Никон (Фомин), архиепископ Соликамский и Чусовской Зосима (Остапенко), архиепископ Печерский Матфей (Копылов), епископ Раменский Алексий (Туриков).